# Crypturellus brevirostris
El tinamú herrumbroso (Crypturellus brevirostris), también denominado tinamú ferruginoso e inambú castaño, es una especie de ave tinamiforme de la familia Tinamidae que vive en las regiones tropicales de Sudamérica.

## Etimología
El término Crypturellus está formado por dos palabras griegas y una partícula latina. Kryptos significa «escondido, cubierto», oura sigunifica «cola», y la partícula ellus implica diminutivo. Por ello Crypturellus significa «colita escondida». Mientras que brevirostris está formado por dos términos latinos que significan «de pico corto».

## Descripción
El tinamú herrumbroso mide de 27 a 29 cm de largo. Sus partes superiores y flancos son pardo rojizas listadas en negro, su garganta es blanca y su pecho es de color rojizo intenso, mientras que su vientre es blanco. Su píleo es de color castaño y sus patas son de color gris amarillento. 

## Distribución y hábitat
Se encuentra en los bosques de los pantanos y selvas tropicales de regiones bajas, hasta los 500 m de altitud. Esta especie es originaria del norte de Brasil, la Guayana francesa y el este de Colombia y Perú.

## Comportamiento
Como otros tinamús, el tinamú herrumbroso se alimenta principalmente de frutos que encuentra en el suelo o en los arbustos de baja altura. Además se alimenta de pequeñas cantidades de invertebrados, capullos de flores, hojas tiernas, semillas y raíces.
Los machos incuban los huevos que pueden proceder de hasta cuatro hembras distintas, y se encargarán de cuidar de los pollos hasta que puedan valerse por sí mismos, generalmente a las dos o tres semanas. Sus nidos se localizan en el suelo entre los matorrales densos o entre las marañas de raíces exteriores.